# تردد الساعة (حاسوب)

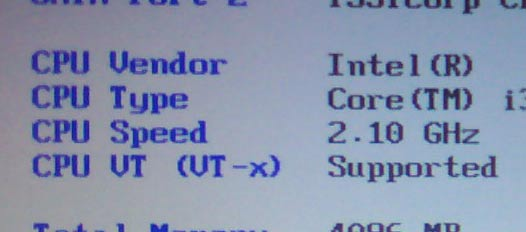

إن معدل ساعة الحاسوب (بالإنجليزية: clock rate) وهو معدل دورة في الثانية ويقاس بالهرتز الذي يقوم الحاسوب فيه بتنفيذ عمليات أساسية مثل جمع رقمين بنظام عد ثنائي أو نقل قيمة مسجل المعالج إلى معالج آخر. وبمعنى آخر هو معدل الترددات في دائرة إلكترونيات رقمي متزامنة. وإن الرقاقات المختلفة المحوية في لوحة قد تعمل على معدل ساعة مختلفة. وإن معدل تردد مذبذب الكريستا مثلا يأتي على شكل موجة جيبية، أما معدل الساعة الحاسوبة هي تردد يأتي عل شكل موجة مربعة تستعمل للإلكترونيات الرقمية. وإن استعمال كلمة «سرعة» ينبغي أن لا تحير بينها وبين كلمة «معدل» فعبارة سرعة ساعة هي تعبير خاطئ لمعدل الساعة.